# Геффінген (комуна)
Геффінген (люксемб. Hiefenech, фр. Heffingen, нім. Heffingen) — комуна Люксембургу. Входить до складу кантону Мерш в окрузі Люксембург.

## Географія

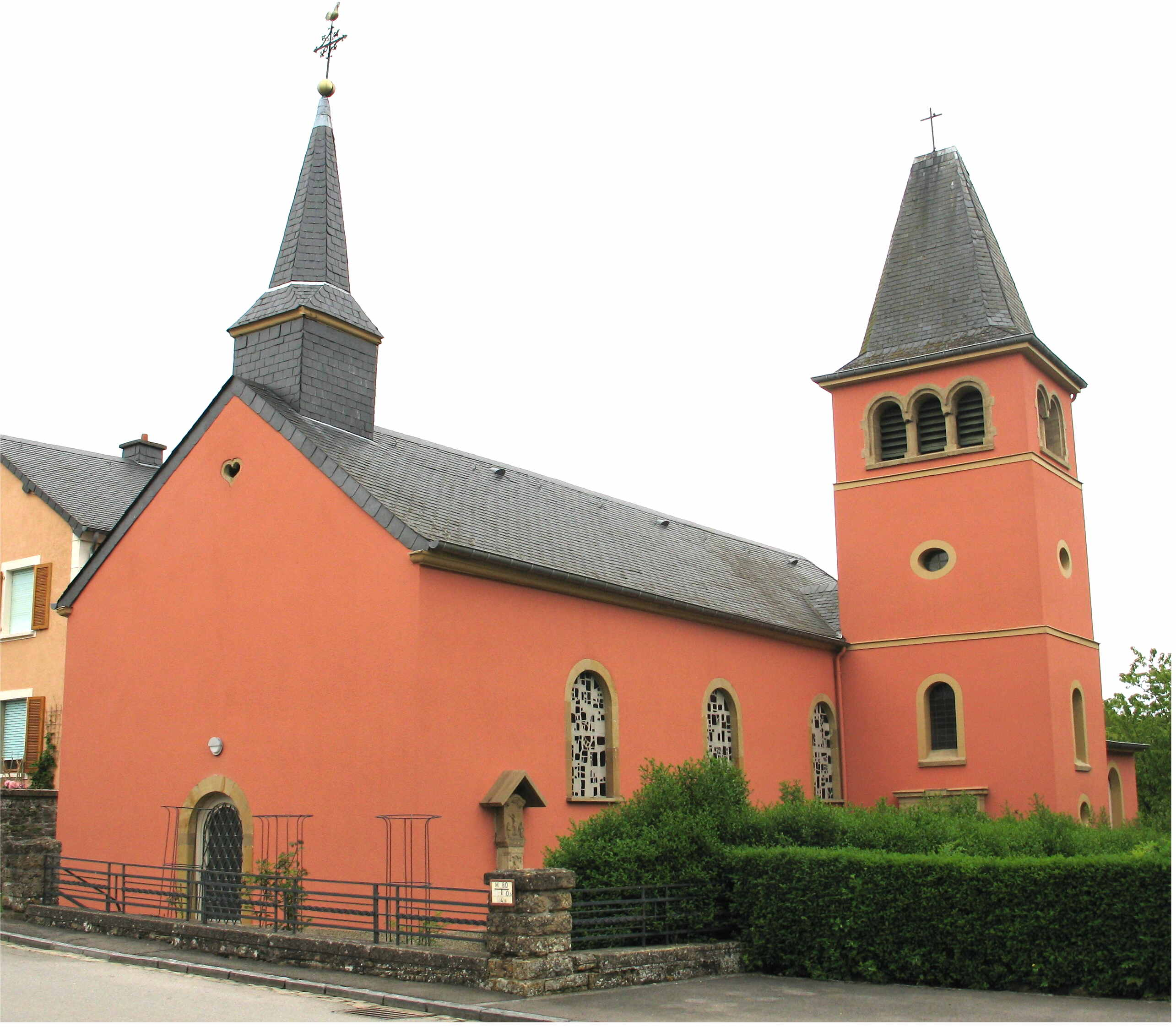

Площа території комуни становить 13,34 км² (94-е місце за цим показником серед 116 комун Люксембургу).
Висота найвищої точки комуни над рівнем моря становить 405 метрів (55-е місце за цим показником серед комун країни), найнижчої — 277 метрів (91-е місце).

## Демографія
Станом на 2011 рік на території комуни мешкало 1 052 ос.
Динаміка чисельності населення:

## Адміністративний поділ
До складу комуни входять такі поселення:
| Поселення | Населення за даними переписів: | Населення за даними переписів: | Населення за даними переписів: |
| Поселення | на 31.03.1981                  | на 01.03.1991                  | на 15.02.2001                  |
| --------- | ------------------------------ | ------------------------------ | ------------------------------ |
| Геффінген | 487                            | 505                            | 598                            |
| Рюланд    | 137                            | 138                            | 188                            |
| Шербах    | н/д                            | н/д                            | 20                             |
| Шерфенхоф | н/д                            | н/д                            | 18                             |

Q16762566?, Q13102689?, Геффінґенd, Q13103028?, Reulandd, Q13104753?, Q13104949?, Q16764596?, Q16764597?, Q13105110? і Суппd 